# Lepidonotus polychromus
Lepidonotus polychromus är en ringmaskart som beskrevs av Schmarda 1861. Lepidonotus polychromus ingår i släktet Lepidonotus och familjen Polynoidae.
Artens utbredningsområde är havet kring Nya Zeeland. Inga underarter finns listade i Catalogue of Life.